# LIRC
LIRC (Linux Infrared remote control,Linux紅外線遙控)是一個開放原始碼的套件。這個套件可以讓你的Linux系統能夠接收及發送紅外線訊號。
Microsoft Windows上有個功能相同的軟體叫WinLIRC。
利用LIRC和紅外線接收器，你就幾乎可以用所有的紅外線遙控器（例如：電視遙控器）來控制你的電腦。舉例來說，你可以用遙控器來控制DVD或音樂的播放。
LIRC有個具有圖形使用者介面的前端，叫做KDELirc。它是用KDE的函式庫編譯的。

## 外部連結
- LIRC - Linux Infrared Remote Control （页面存档备份，存于）
- SourceForge.net: Linux Infrared Remote Control （页面存档备份，存于）
- WinLIRC Homepage （页面存档备份，存于）
- KDELirc Homepage （页面存档备份，存于）